# 徐詵
徐 詵（じょ しん、生没年不詳）は、中国戦国時代の秦の政治家。『史記』に記載は無く、『新唐書』宰相世系表にその出自と経歴が書かれている。
夏代から春秋時代にかけて中国に存在した東夷諸国の一つ徐の末代君主の嬴章禹の十三世の孫であり秦の荘襄王のもとで丞相を務め、後世の徐姓の祖とされる。